# Adhemar Pimenta
Adhemar Pimenta (ur. 12 kwietnia 1896 w Rio de Janeiro, zm. 26 sierpnia 1970 tamże) – brazylijski trener piłkarski.

## Kariera trenerska
Pimenta karierę trenerską rozpoczął w 1935 roku w Bangu AC.
Najbardziej znaną pracą trenerską Pimenty było prowadzenie reprezentacji Brazylii.
W roli selekcjonera reprezentacji zadebiutował 27 grudnia 1936 roku w meczu z reprezentacją Peru podczas Copa América 1937. Brazylia zajęła wówczas drugie miejsce, ustępując jedynie reprezentacji Argentyny. Brazylia wygrała 4 mecze i przegrała 2 z Argentyną 0-1 i 0-2 po dogrywce w dodatkowym meczu, przy bilansie bramkowym 17-11.
W 1938 roku Pimenta pojechał wraz z reprezentacją na mistrzostwa świata, które odbywały się na boiskach Francji. Brazylia zajęła na mistrzostwach trzecie miejsce, po pokonaniu 4-2 reprezentacji Szwecji. W pierwszej rundzie Brazylia pokonała po dogrywce reprezentację Polski 6-5. Jedyną porażkę na mistrzostwach Brazylia poniosła w półfinale z broniącą tytułu reprezentacją Włoch. Po tych mistrzostwach Pimenta pożegnał się z posadą selekcjonera canarinhos.
W 1942 roku Adhemar Pimenta ponownie został selekcjonerem Brazylii i poprowadził ją na turnieju Copa América 1942. Brazylia zajęła na tych mistrzostwach trzecie miejsce, ustępując jedynie reprezentacji Urugwaju i Argentyny. Bilans canarinhos na tym turnieju to 3 zwycięstwa, remis i 2 porażki, przy bilansie bramkowym 15-7.
Łączny bilans dwóch kadencji Adhemara Pimenty to 11 zwycięstw, 2 remisy i 5 porażek, przy bilansie bramkowym 46-29.